# Kili
Kili (marš. Kùle), otok u sastavu Maršalovih Otoka, dio lanca Ralik.

## Zemljopis
Jedan od najmanjih Maršalovih Otoka, nalazi se 48 km jugozapadno od Jaluita.

## Stanovništvo
| broj stanovnika | 267   | 309   | 360   | 489   | 602   | 774   |
|                 | 1958. | 1967. | 1973. | 1980. | 1988. | 1999. |